# Pozdeň
Pozdeň är en ort i Tjeckien.   Den ligger i regionen Mellersta Böhmen, i den centrala delen av landet, 40 km nordväst om huvudstaden Prag. Pozdeň ligger 287 meter över havet och antalet invånare är 390.
Terrängen runt Pozdeň är huvudsakligen platt, men västerut är den kuperad. Pozdeň ligger nere i en dal. Runt Pozdeň är det tätbefolkat, med 286 invånare per kvadratkilometer. Närmaste större samhälle är Kladno, 15,4 km sydost om Pozdeň. Trakten runt Pozdeň består till största delen av jordbruksmark.